# Андрена большая
Андрена большая (лат. Andrena magna) — редкий вид пчёл из рода Andrena (семейство Andrenidae), занесённый в Красную книгу Украины и в Красную книгу Крыма.

## Распространение
Греция, Турция, Румыния, Армения, Грузия, Крым.

## Описание
Самка: длина тела 16—19 мм. Тело чёрное, крылья чёрно-фиолетовые; вершинные части тергитов черновато-коричневые. Самец (14—15 мм) похож на самку. 2—4 тергиты брюшка почти полностью опушенные короткими светлыми волосками. Верхняя губа, наличник и пятна на верхних челюстях желтые.
В Крыму есть 2 поколения; летает с середины мая до конца июля. Полилект, встречается на различных видах степных растений. Особенности гнездования не известны. Другие представители рода выкапывают гнезда в земле, за что получили название «земляные пчелы».
В Крыму встречается в Опукском, Карадагском и Казантипском заповедниках, на Тарханкуте, в сёлах Алёновка и Межводное, окрестностях Симферополя. Очень редкий вид. Численность снижается из-за резкого уменьшения площади целинных степных участков.
Редкий вид по классификации «Червона книга України».